# Chrysobothris chiricahuae
Chrysobothris chiricahuae är en skalbaggsart som beskrevs av Knull 1937. Chrysobothris chiricahuae ingår i släktet Chrysobothris och familjen praktbaggar. Inga underarter finns listade i Catalogue of Life.